# 445-ös főút (Magyarország)

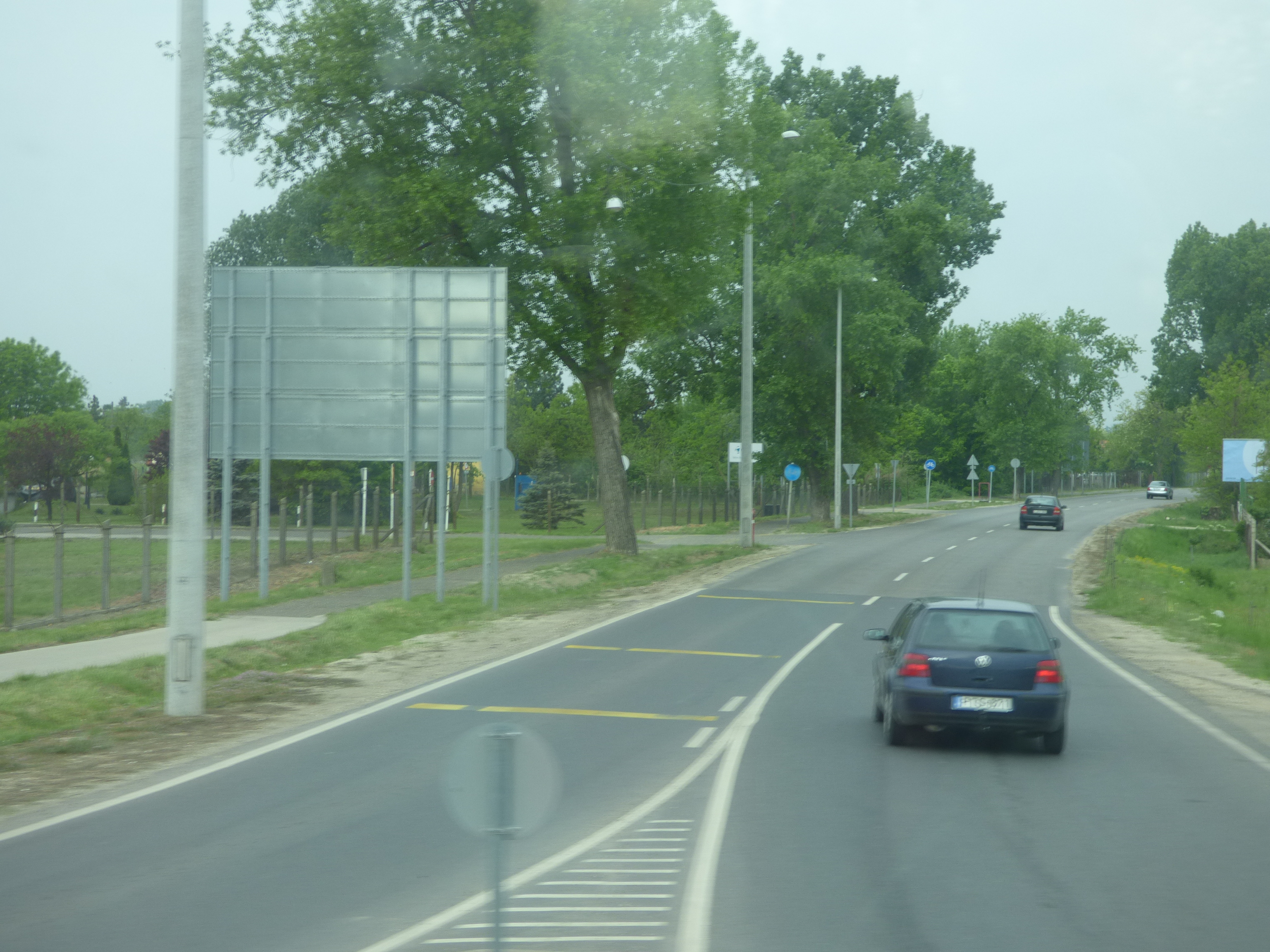
A kecskeméti Reptéri út a 445-ös főút 900-as méterszelvényénél lévő körforgalomból nyugat felé nézve

A 445-ös számú főút egy másodrendű besorolású főút Magyarországon, Kecskemét északi elkerülője. Az elkerülő az M5-ös autópályát köti össze az 5-ös, a 441-es és a 44-es főutakkal. Teljes hossza 13,5 km. Tervezik a meghosszabbítását Hetényegyháza irányába.